# 木村武之
木村 武之（きむら たけし、1977年8月6日 - ）は、日本のオートレース選手。千葉県出身。26期、浜松オートレース場所属。

## 選手データ
- プロフィール
  - 選手登録 1999年4月1日
  - 身長　167.5cm
  - 体重　54.5kg
  - 血液型　O型
  - 趣味　マリンスポーツ・ゴルフ

- 戦歴 
  - 通算優勝回数:86回
  - グレードレース(SG,GI,GII)優勝回数:32回
  - 全国区レース優勝回数:5回(SG3回・プレミアムカップ2回)
  - SG優勝回数:3回
  - GI優勝回数:17回
  - GII優勝回数:12回

- 受賞歴 
  - 優秀選手賞:3回
  - 最優秀新人選手賞:1回
  - 優秀新人選手賞:1回
  - 日刊三賞・敢闘賞:1回
  - 日刊三賞・技能賞:1回
  - 日本プロスポーツ大賞・功労賞:1回
  - 第26期選手養成所　優秀賞
  - 通算勝利記録選手賞（2021年）

## グレードレース戦績
- SG戦歴
  - SG優勝回数:3回
    - 日本選手権オートレース '09・'13 2回
    - オートレースグランプリ '09 1回

- GI戦歴
  - GI優勝回数:17回
    - スピード王決定戦（山陽） '03・'16・'20 3回
    - キューポラ杯（川口）'16 1回
    - 共同通信社杯プレミアムカップ '15・'18 2回
    - 開設記念シルクカップ争奪戦（伊勢崎） '06・'14・'15 3回
    - 平成チャンピオンカップ（山陽） '13 1回
    - スピード王決定戦（浜松） '11 1回
    - 秋のスピード王決定戦（浜松） '04・'05 2回
    - 開場記念ゴールデンレース（浜松） '05・'22 2回
    - 開設記念グランプリレース（川口） '03 1回
    - 黒潮杯争奪戦（船橋） '03 1回

- GII戦歴
  - GII優勝回数:12回
    - 春のスピード王決定戦（浜松） '04・'06 2回
    - 若獅子杯争奪戦（山陽） '01・'05 2回
    - ヤングダービー（浜松） '03 1回
    - 期別対抗チャレンジカップ（船橋） '00・'02 2回
    - サンケイスポーツ・まがたま杯争奪戦（川口） '01 1回
    - GIIグランプリ（伊勢崎） '10 1回
    - GIIジェネレーションズカップ（浜松） '10 1回
    - 報知新聞社杯・川口記念（川口） '10 1回
    - GIIウィナーズカップ（浜松） '20 1回

## 浜松の2枚看板
- 父は木村光方（13期、元船橋所属）、叔父は木村太（15期、元伊勢崎所属）という2世選手。
- デビューから2ヶ月の1999年6月、勝ち上がりの権利を獲得した最初の節で優勝というオート史上でも同期の竹中修二（26期、飯塚所属）の2人だけという華々しいデビューを飾る。
- 2003年前期には、浜松のエース伊藤信夫（24期）からS1を奪い3期連続でS1を守る。また、同年には10連勝を達成し伊藤と共に浜松の2枚看板として君臨、GIタイトルを3つ取るなど順調な成長を続けた。SG戦線では優勝戦で絶対王者高橋貢（22期、伊勢崎所属）と競り合うなどしていたものの、あと一歩のところでタイトルに手が届いていなかった。SGタイトルに最も近い若手との評判だったが、安全性の向上を謳う新タイヤの導入と共に長い低迷期に入ってしまった。しかし、第13回オートレースグランプリで1番人気の有吉辰也（25期、飯塚所属）を序盤に捌くとそのまま独走、10回目の優出で悲願のビッグタイトルを獲得。その勢いは止まらず、続く日本選手権でも通算150Vのかかっていた高橋を序盤で抜き去ると一気に独走、SG2連勝を果たした。この年は8101万1250円を稼ぎ、賞金ランキングも高橋・永井大介（25期、当時船橋所属）に次ぐ自己最高位の3位と躍進。

## エピソード
- 普段はクールな印象の強い木村だが、オートレースGPで悲願のSG初戴冠を果たした時のインタビューでは人目も憚らず泣き崩れた。
- 飯塚での優勝が一般戦を含め、2018年の第29回プレミアムカップまでなかった。